# Proveniens (museumsgenstande)
|  | For begrebets anvendelse inden for biologien, se Proveniens (biologi) |
Inden for kunst- og kulturhistorie betegner proveniens de oplysninger om et kunstværk eller en museumsgenstand, som er indsamlet i forbindelse med erhvervelsen eller hjemtagningen til et museum. 
En fyldestgørende proveniens omfatter redegørelse for hvor og hvornår genstanden er fremstillet, og hvem der siden har ejet og brugt den, således at man kan følge genstandens historie frem til hjemtagningen. Hvis der er tale om flere ejere/brugere, anføres både deres indbyrdes relation og gerne det tidsrum, de hver især har haft genstanden. For hver person angives fuldstændigt navn, også pigenavn, samt fødsels- og dødsår, såfremt disse oplysninger foreligger.